# Р. К. Нараян
Р. К. Нараян (Разіпурам Крішнасвамі Нараян; таміл. ஆர். கே. நாராயணன்; англ. R. K. Narayan, повне ім'я Rasipuram Krishnaswami Iyer Narayanaswami; * 10 жовтня 1906, Мадрас, Британська Індія — † 13 травня 2001, Ченнаї, Індія) — видатний індійський тамільський англомовний письменник.

## Біографія
Нараян народився у багатодітній родині директора школи.
Сім'я була аполітичною, удома розмовляли переважно англійською мовою.
Батьки не могли приділяти достатньої уваги всім дітям, а тому молодший Нараян більше часу перебував з бабусею Парваті, яка жила окремо. Вона займалася його початковою освітою: навчила його арифметики, міфології, класичної індійської музики і санскриту.
Підрісши, Нараян навчався в лютеранській місіонерській школі, християнському коледжі, а, коли батька перевели директором школи в Майсур, то закінчував середню освіту в його школі.
Після закінчення середньої школи Нараян не зміг добре скласти вступні екзамени до університету і мусив цілий рік просидіти вдома, де багато читав і пробував писати.
В 1926 році він вступив до коледжу Махараджі в Мансурі й через чотири роки здобув ступінь бакалавра. Не схотів продовжувати навчання, попробував деякий час працювати вчителем мови й літератури в школі, але, через конфлікт з директором, змушений був, як виявилось — назавжди, покинути цю професію.
Вирішив залишитися вдома і писати романи. Його першою опублікованою роботою була книга «Огляд розвитку морських законів XVII століття в Англії».
Деякий час співпрацював з місцевими газетами. Хоча його нотатки й не приносили великого доходу, він мав змогу працювати над своїм першим романом «Свамі та його друзі», в якому вперше описано події у вигаданому ним місті Малегуд. У цьому місті живуть герої і його наступних романів.
Нараян читає свої романи друзям, які сприймають його твори з захопленням, але видавці відмовляються їх друкувати. Крига скресла, коли рукопис книги в Англії потрапив у руки відомого авторитетного письменника Ґрема Ґріна і за його рекомендацією був опублікований. Ґрем Ґрін допоміг опублікувати й наступні два романи. Нараяна літературні критики назвали найкращим романістом-початківцем Індії, який пише англійською мовою. За рекомендацією Ґрема Ґріна з'явилося і більш сприйнятне для англомовного читача прізвище письменника — «Р. К. Нараян».
Усього за своє життя Нараян написав 15 романів, сотні есе, кілька наукових робіт, зробив прозові переклади індійських епосів «Рамаяна» і «Махабхарата».
«Романи й повісті Нараяна позбавлені дешевої поверхневої цікавості, але глибокі і захоплюють саме тією силою і напругою, які притаманні лише справжнім творам мистецтва. Образна, сильна мова, відсутність кліше в сюжетній лінії й темі — романи Нараяна побудовані на зіткненні моральних і етичних принципів, але не в теорії, а на прикладі людських доль».
Основною тематикою його творів є різноманітні соціальні проблеми індійського суспільства, зокрема критика різноманітних пережитків, як-от кастові відмінності, астрологічні забобони тощо. Його твори написані простою мовою і з великою часткою гумору.
Нараян прожив довге життя, помер на 95-му році. Письменницький шлях склався успішно, особисте життя приносило багато прикрощів: молодою від хвороби померла його дружина, і він сам, з трирічного віку, виховував дочку, яка теж померла досить молодою.
Творчість письменника було відзначено в Індії й світі великою кількістю різноманітних нагород, він був обраний депутатом індійського парламенту, багато разів номінований на Нобелівську премію, став почесним доктором різних університетів.
Книги Нараяна перекладено десятками мов, у тому числі українською перекладено і видано його найкращі романи «Гід» і «Продавець солодощів».

## Найвідоміші художні твори
- Свамі і його друзі (Swami and Friends) (1935);
- Бакалавр мистецтв (The Bachelor of Arts) (1937);
- Темна кімната (The Dark Room) (1938);
- Викладач англійської мови (The English Teacher) (1945);
- День астролога та інші оповідання (An Astrologer's Day and Other Stories) (1947);
- Містер Сампатх (Mr. Sampath)[7] (1949);
- Фінансовий експерт (The Financial Expert) (1952);
- В очікуванні Махатми (Waiting for the Mahatma) (1955)
- Гід (The Guide)[8] (1958);
- Продавець солодощів (The Vendor of Sweets) (1967);
- Під баньяном (Under the Banyan Tree) (1985)
- Мої дні (My Days) (1974);
- Пейзажі Мальгуда (1992);
- Казки та обрані розповіді бабусі (The Grandmother's Tale and Selected Stories) (1994).

## Нагороди
За більш ніж шістдесятирічну літературну діяльність Р. К. Нараян здобув безліч нагород.
- Першою його великою нагородою була премія Академії літератури Індії в 1958 році;
- Наступною нагородою була премія за найкращий сценарій для художнього фільму;
- Орден Падма Бхушан (Padma Bhushan) (1964) – третя за значенням цивільна нагорода Республіки Індії — була присвоєна Нарайяну за досягнення в області культури;
- У 1980 році Нараян був нагороджений медаллю Бенсона (A. C. Benson) британського Королівського товариства літератури;
- У 1982 році Нараян був обраний почесним членом Американської академії мистецтв і літератури;
- Нараян декілька разів був номінований на Нобелівську премію в галузі літератури;
- Визнанням Нарайяна заслуг в галузі літератури було також присвоєння йому почесних докторських ступенів університетів Лідса (1967), Майсура (1976) і Делі (1973) та обрання у верхню палату індійського парламенту на термін шість років, починаючи з 1989 року;
- За рік до своєї смерті, в 2000[9] році, він був удостоєний високої нагороди Індії Падма Вібхушан (Padma Vibhushan).

## Відомі родичі
Брат: Р. К. Лаксман — художник-карикатурист, ілюстратор